# Sant Mateu (Walencja)
Sant Mateu – gmina w Hiszpanii, w prowincji Castellón, we wspólnocie autonomicznej Walencja, o powierzchni 64,62 km². W 2011 roku liczyła 2112 mieszkańców.